# Abd Al-Rahman Al Sufi

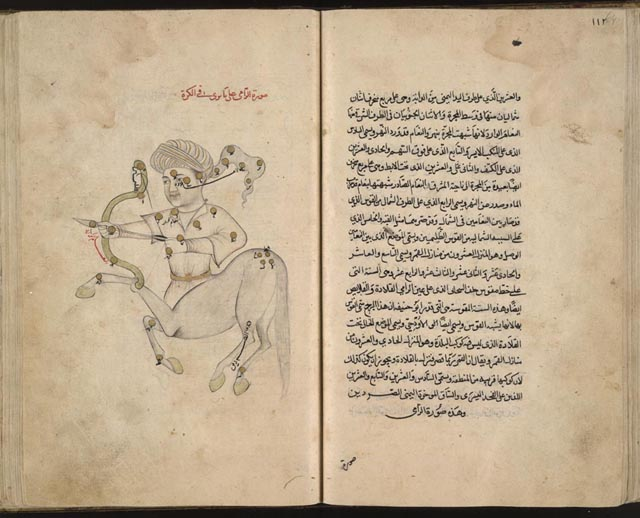
Constelación de Sagitario, del libro Descripción de las Constelaciones Celestiales.

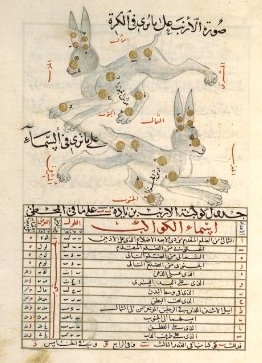
Constelación de Lepus

Abd Al-Rahman Al Sufi (7 de diciembre de 903-25 de mayo de 986) fue un astrónomo de origen persa, conocido también como 'Abd ar-Rahman as-Sufi, o 'Abd al-Rahman Abu al-Husain. En Occidente se lo conoce abreviadamente como Azophi.

## Trabajo y obras
Vivió en la corte del emir Adud al-Dawla en Isfahán, Persia, y trabajó traduciendo y expandiendo con comentarios obras de contenido astronómico procedentes de los Griegos, en especial el Almagesto de Ptolomeo. Hizo hincapié en corregir datos de algunas estrellas ya descritas por Ptolomeo y sobre todo revisó brillo y la magnitud. Fue uno de los primeros en averiguar y describir la agrupación de estrellas Magallanes, que solo es visible desde Yemen; no en la ciudad donde residió Isfahán y que no fue divisada por un europeo hasta que hizo el viaje Magallanes en el siglo XVI, así como la galaxia de Andrómeda, la cual describe como una pequeña nube.
Se le considera como uno de los mejores traductores al idioma árabe de las obras astronómicas procedentes del mundo helenístico y sobre todo de aquellas que procedeen de Alejandría, fue el primero que intentó relacionar el nombre de las estrellas y constelaciones en griego con la denominación en árabe, tarea muy importante ya que muchas estrellas carecían de traductores y a veces se confundían.
Midió la oblicuidad de la eclíptica con respecto al ecuador celeste y realizó cálculos para averiguar la duración del año trópico. Observó, describió y catalogó las características de las estrellas, identificando sus posiciones, su magnitud aparente, su brillo, color y fue asociando las estrellas a sus correspondientes constelaciones. Para cada constelación proporcionó dos dibujos uno con el punto de vista desde fuera de la esfera celeste y otro con el punto de vista desde dentro de la esfera celeste (tal y como se puede ver desde la tierra). Al Sufi escribió sobre la medición y uso del astrolabio, encontrando numerosos nuevos usos para este instrumento.
Al Sufi publicó su famoso "Libro de las estrellas fijas" en 964, describiendo mucho de su trabajo de observación astronómica en ambos formatos textual y con abundantes pinturas.

## Dibujos

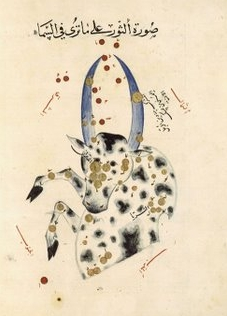
Tauro
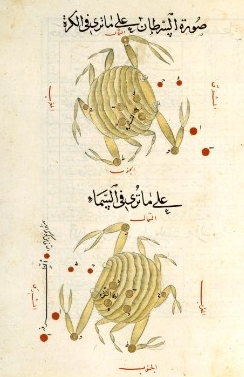
Cáncer
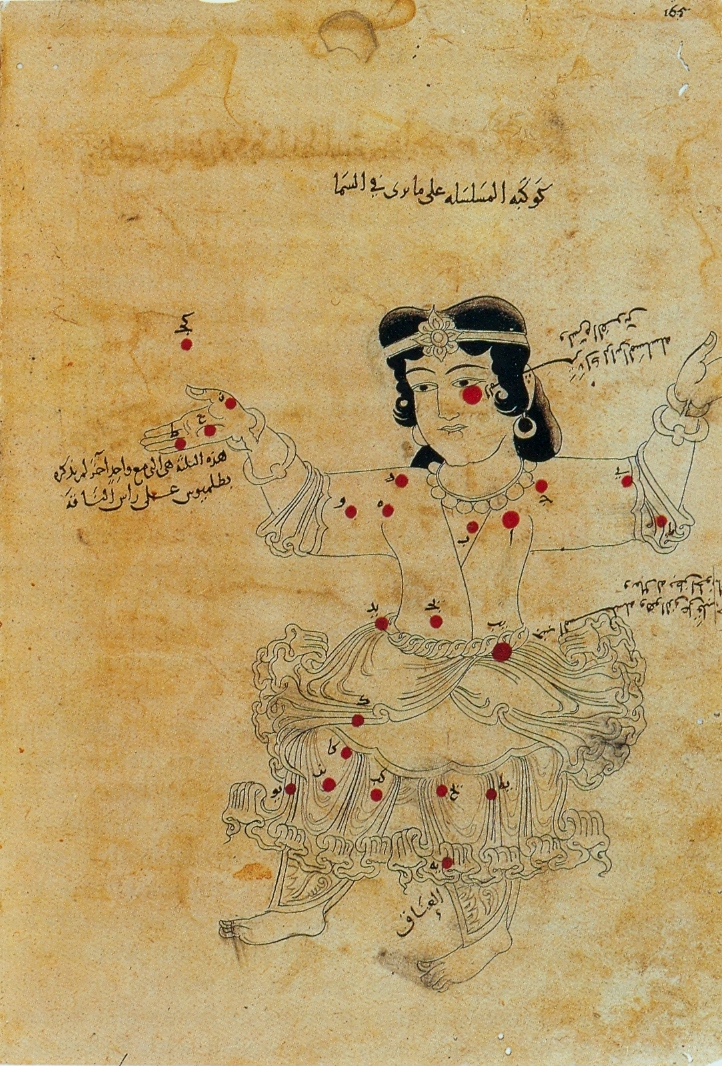
Andrómeda
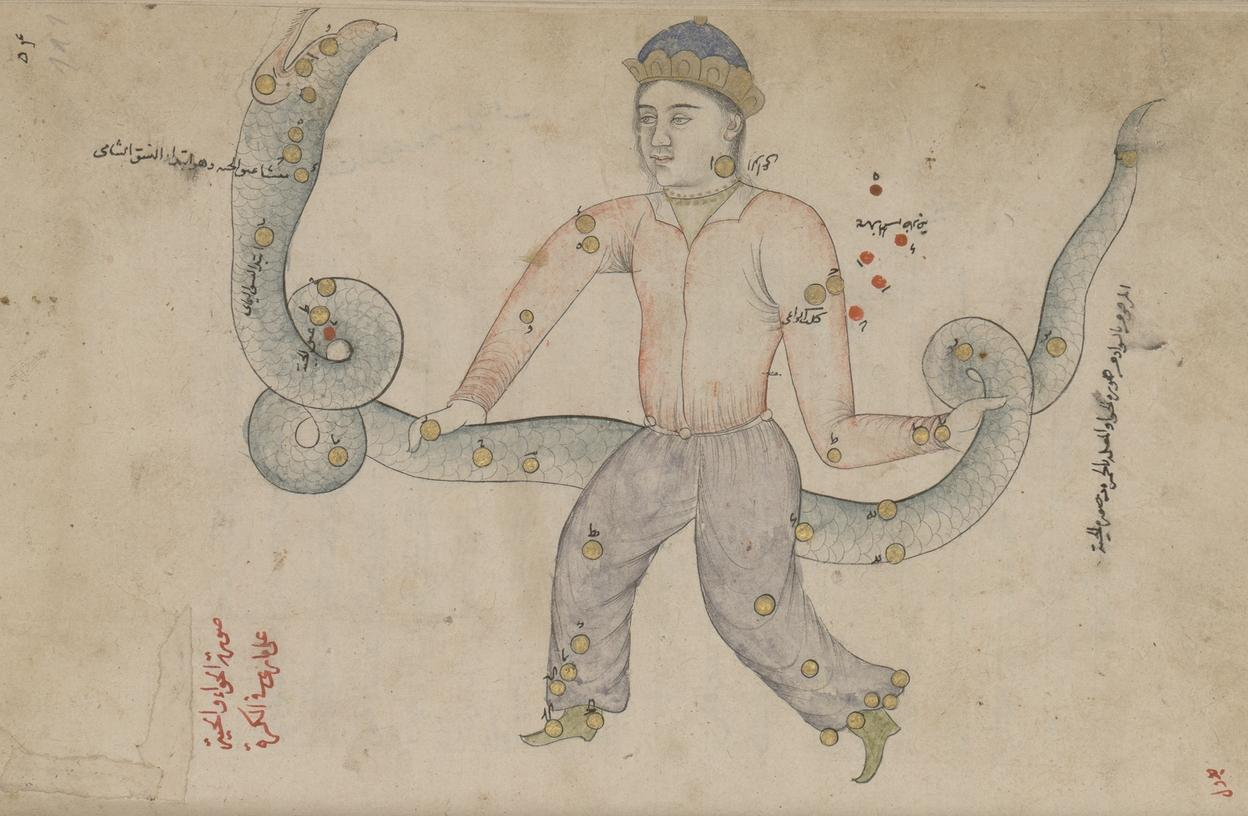
Ophiuchus

## Eponimia
- El cráter lunar Azophi lleva este nombre en su memoria.[2]
- El asteroide (12621) Alsufi también conmemora su nombre.[3]